# Gloria (U2-Lied)

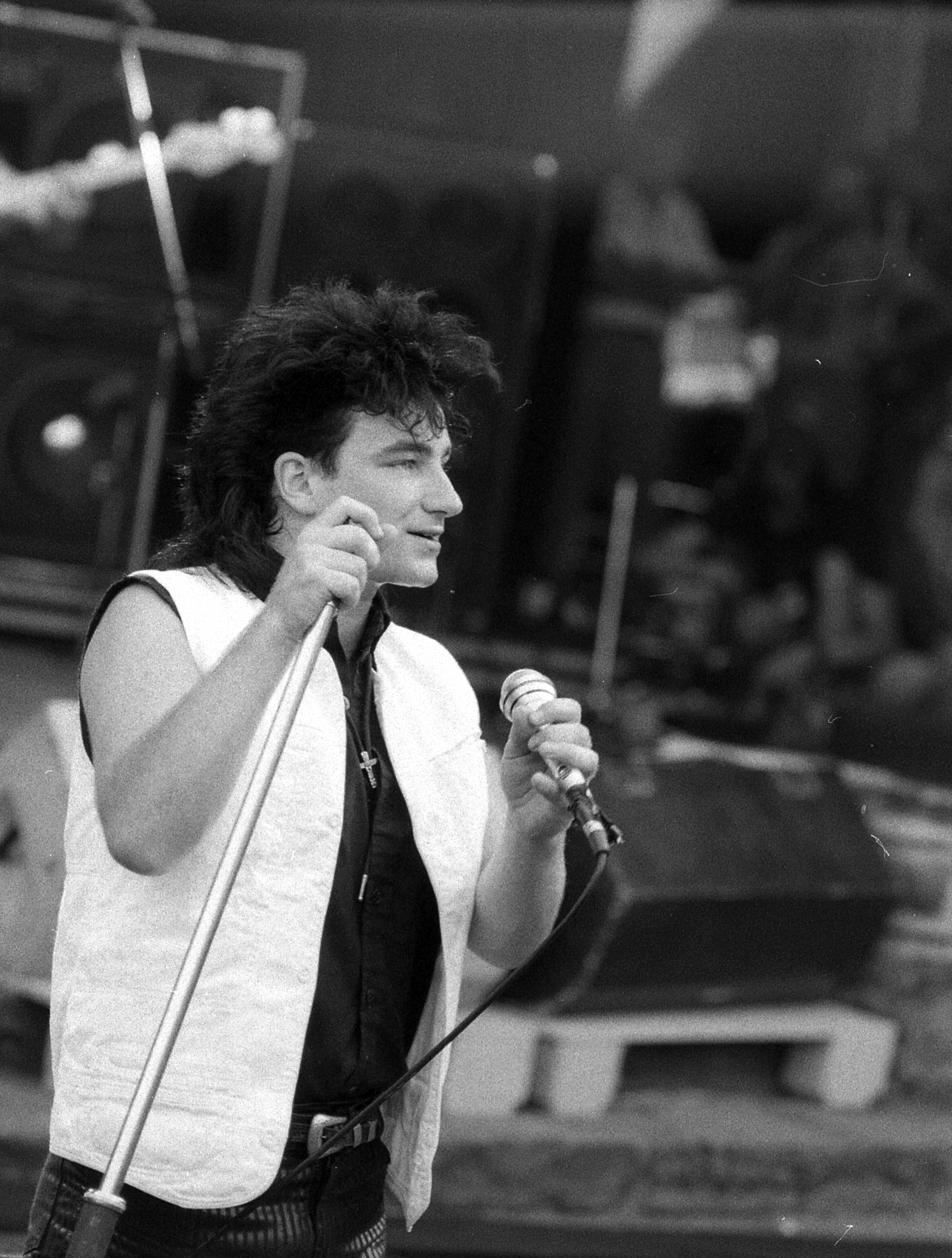
Bono (1983)

Gloria ist ein Song der Rockband U2. Es ist der Eröffnungstrack und die zweite Single aus dem 1981 veröffentlichten Album October.

## Text
Der Refrain „Gloria in te Domine / Gloria exultate“ bedeutet übersetzt „Ehre in Dir, Herr / Ehre, erhebe [Ihn]“ zitiert das liturgische Gloria in Excelsis Deo. Das Lied enthält Verweise auf Kolosser 2,9-10 („Nur in Dir bin ich vollkommen“) und Jakobus 5,7-9 („Die Tür ist offen / Du stehst da“).
Der Song verweist auch auf Van Morrisons Liebeslied Gloria von 1964. Bono wird in dem 1994 erschienenen Buch Race of Angels zitiert:

„Ich mag diesen Text eigentlich sehr. Er wurde wirklich schnell geschrieben. Ich denke, er drückt wieder die Sache mit der Sprache aus, diese Sache mit dem Sprechen in Zungen, der Suche nach einem Ausweg aus der Sprache. Ich versuche, dieses Lied zu singen... Ich versuche, aufzustehen, aber ich kann meine Füße nicht finden.' Und dieses Latein-Ding zu nehmen, dieses Hymnen-Ding. Es ist so ungeheuerlich am Ende, wenn man zum vollen Latinum übergeht. Das bringt mich immer noch zum Lachen. Es ist so herrlich verrückt und episch und opernhaft. Und natürlich geht es in Gloria um eine Frau im Sinne von Van Morrison. Da wir eine irische Band sind, ist man sich dessen bewusst. Und ich denke, was in diesem Moment passierte, war sehr interessant: Die Leute sahen, dass man tatsächlich über eine Frau im spirituellen Sinne schreiben konnte und dass man über Gott im sexuellen Sinne schreiben konnte. Und das war ein Moment. Denn vorher gab es eine Grenze. Dass man eigentlich zu Gott singen kann, aber dass es eine Frau sein könnte? Jetzt kann man so tun, als ginge es um Gott, aber nicht um eine Frau!“

## Musik
Die ersten Sekunden werden vom Schlagzeug dominiert, dann spielt die Gitarre ein treibendes Riff während der Strophen. Später folgt ein Slide-Gitarren-Solo, dem ein kurzes Slap-Solo des Bassisten Adam Clayton folgt.

## Liveauftritte
Gloria wurde über 400 Mal in Konzerten gespielt. Es wurde auf jeder Tour bis zur Lovetown Tour gespielt, dann wurde es fünfzehn Jahre lang nicht mehr gespielt. Liveaufnahmen des Liedes erscheinen auf Under a Blood Red Sky.

## Rezeption
Allmusic lobte das Lied: „Wenn U2 Botschaft, Melodie und Klang zusammenbringen, ist das Ergebnis durchaus beeindruckend.“